# Morgenländischer Lebensbaum

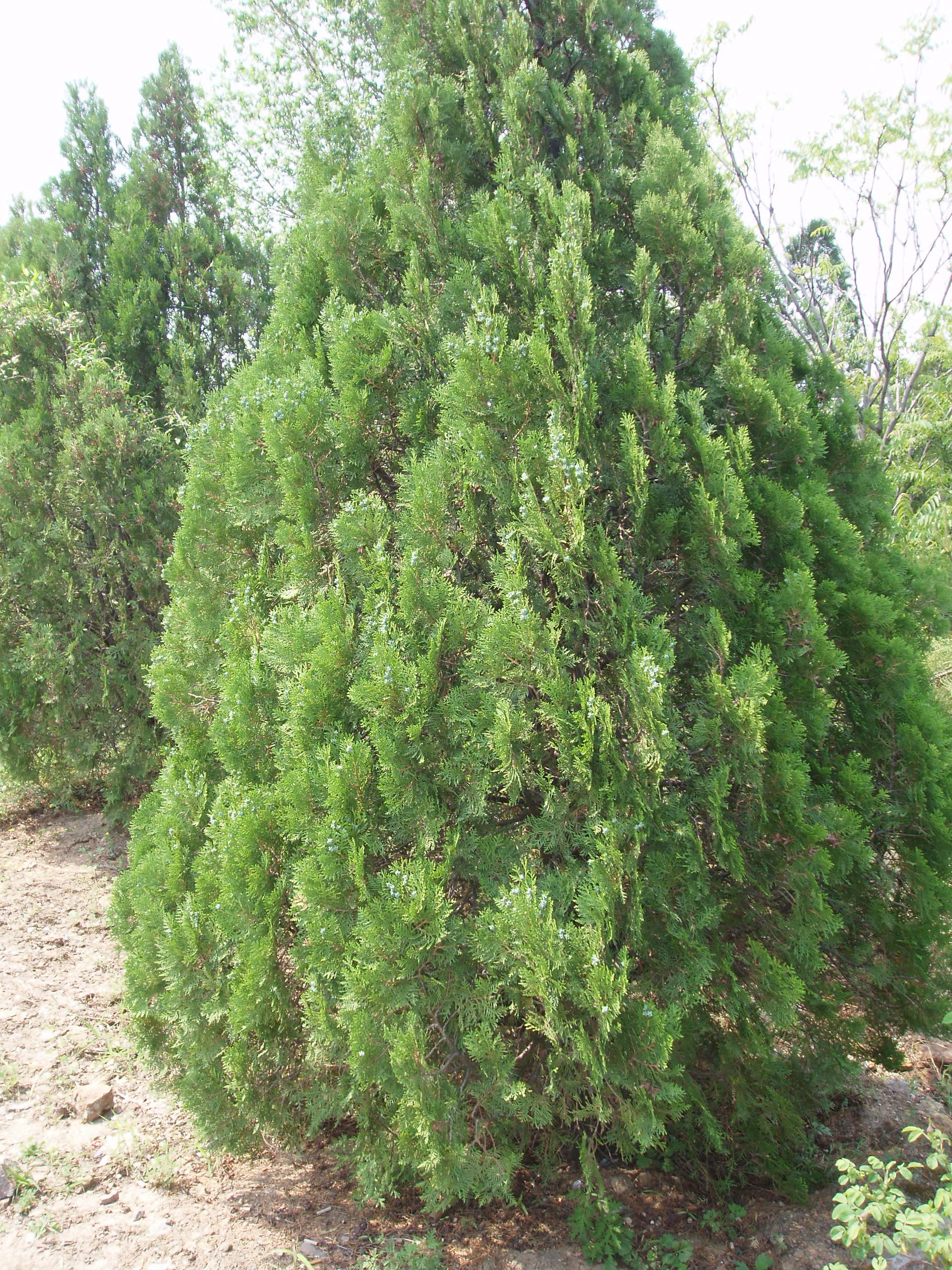
Habitus eines jungen Morgenländischen Lebensbaumes (Platycladus orientalis)

Der Morgenländische Lebensbaum (Platycladus orientalis) ist die einzige Pflanzenart der Gattung Platycladus; er gehört zur Unterfamilie Cupressoideae in der Familie der Zypressengewächse (Cupressaceae).

## Verbreitung
Das Verbreitungsgebiet des Morgenländischen Lebensbaums reicht von Korea über China bis zum östlichen Russland. Da die Art schon lange in China kultiviert wird, ist nichts Genaues über die natürliche Verbreitung innerhalb Chinas bekannt. Diese Bäume gedeihen in Höhenlagen von 300 bis 3300 Metern.

## Beschreibung

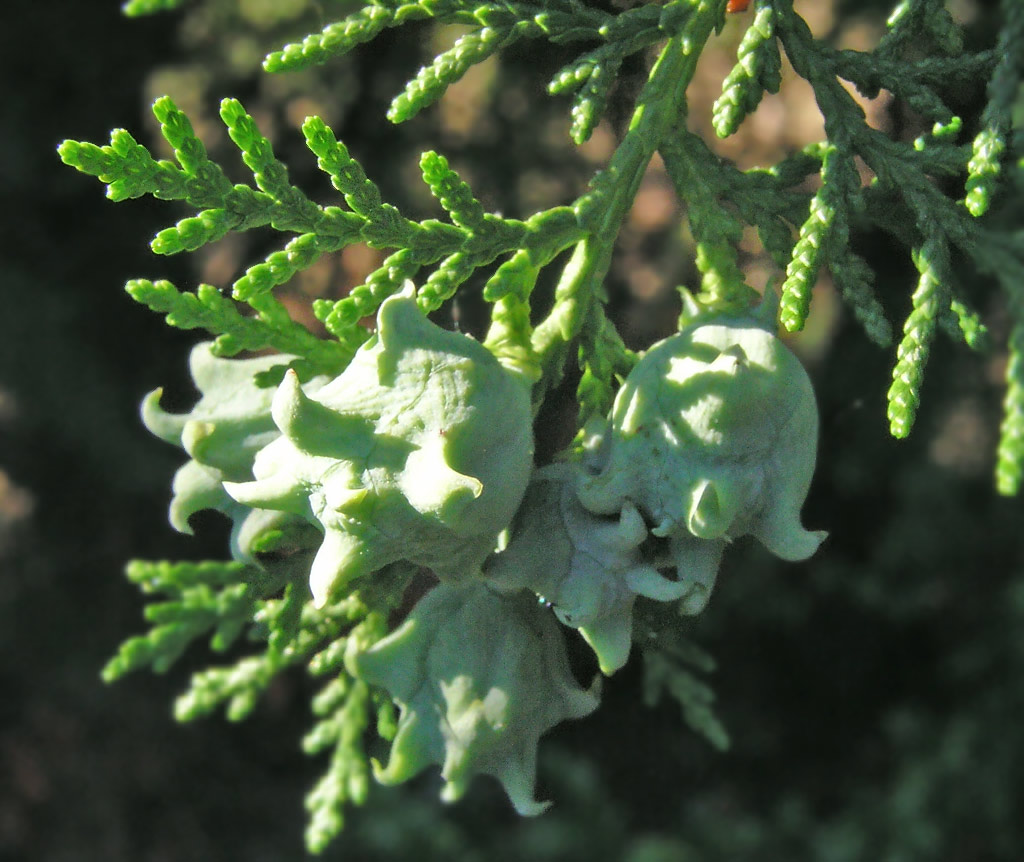
Blätter und weibliche Zapfen
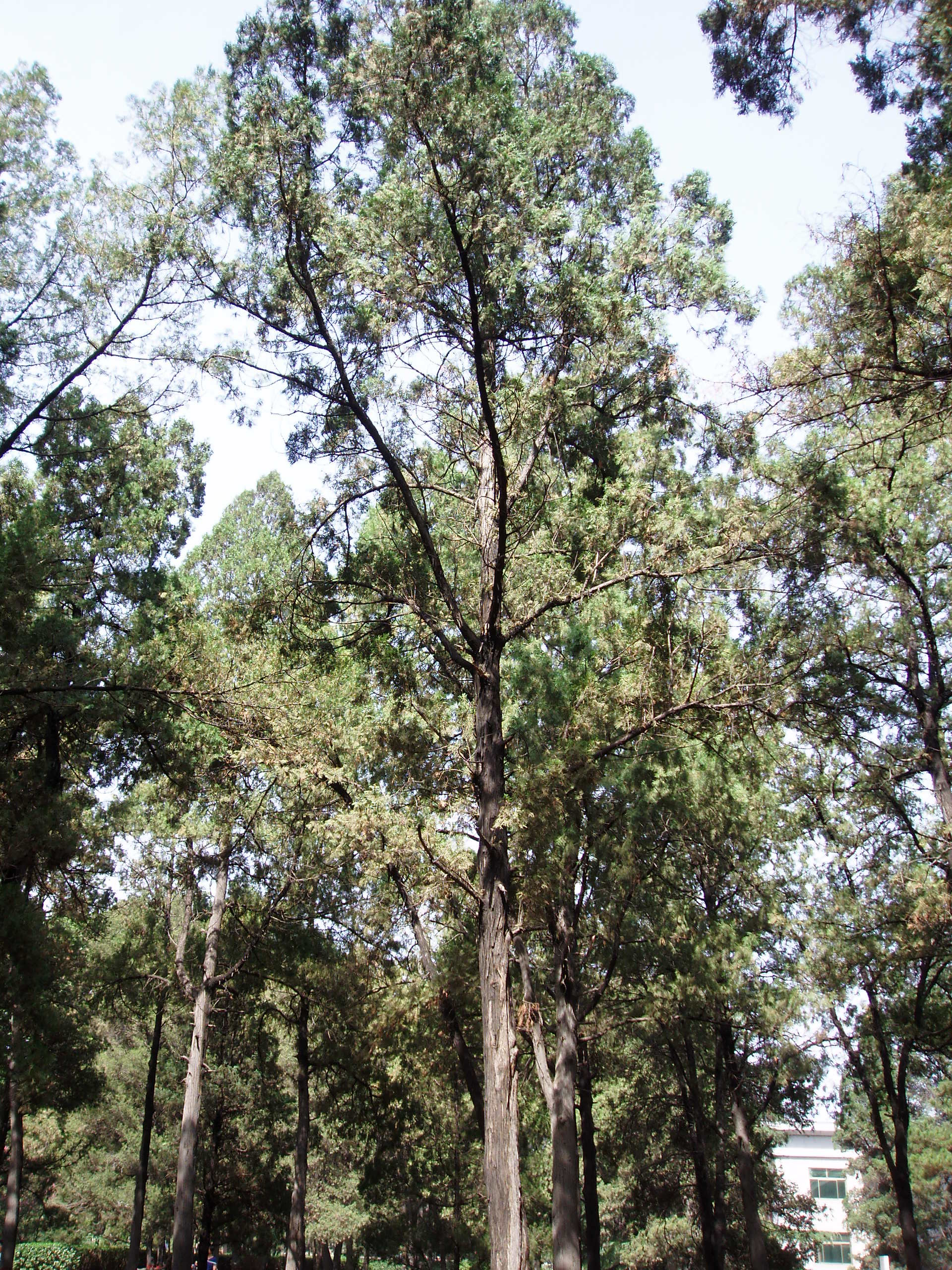
Ausgewachsener Baum
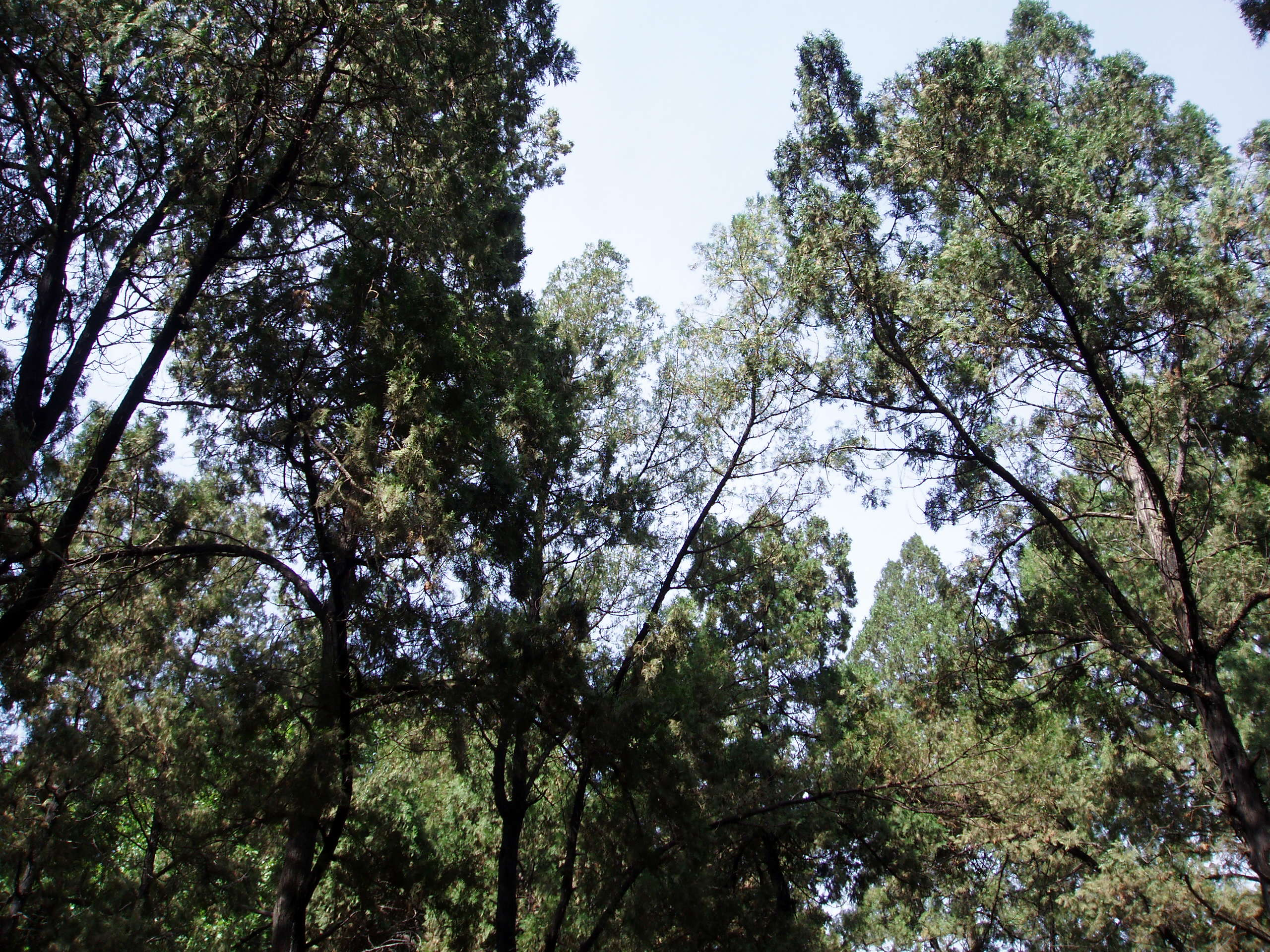
Ausgewachsener Baum

Der Morgenländische Lebensbaum ist ein immergrüner, in seiner Heimat bis etwa 20 m hoher Baum, der einen Stammdurchmesser von über einem Meter erreichen kann. In Mitteleuropa erreicht der Morgenländische Lebensbaum nur eine Höhe von 5 bis 10 m. Die dünne Borke ist hellgrau-bräunlich oder rotbraun, sie löst sich in langen Streifen ab. Die Krone ist oval-kegelförmig bei jungen Pflanzen und breit rundlich oder unregelmäßig geformt bei älteren Bäumen. Die Zweige sind vertikal, fächerförmig in senkrechten, parallelen Ebenen verzweigt. Die schuppenförmigen Blätter sind 1 bis 3 mm lang. Sie sind beiderseits gleichfarbig blassgrün bis gelbgrün oder graugrün.
Der Morgenländische Lebensbaum ist einhäusig (monözisch). Die samenvermehrten Bäume tragen bereits im Alter von 6 bis 8 Jahren Zapfen. Die männlichen, gelblich-grünen Zapfen sind oval und 2 bis 3 mm lang. Die erst bläulich-grünen, später rotbraunen, weiblichen Zapfen sind fast kugelförmig, haben erst einen Durchmesser von 3 mm, bei Reife sind sie mehr oval und etwa 2 cm groß, sie haben je 8 bis 8 dicke, holzige Zapfenschuppen und befinden sich einzeln an den Enden der Zweige. Pro fertiler Samenschuppe entwickeln sich zwei ungeflügelte, grau-braune oder purpur-braune, ovale Samen; sie sind 5 bis 7 mm lang und 3 bis 4 mm breit. Der Pollenflug reicht von März bis April, und die Samenreife erfolgt im Oktober des gleichen Jahres.
Die Keimlinge besitzen zwei Keimblätter (Kotyledonen).
Die ältesten bekannten (kultivierten) Bäume sind etwa 1000 Jahre alt.
Die Chromosomenzahl beträgt 2n = 22.

## Systematik und Taxonomie
Synonyme für Platycladus orientalis (L.) Franco sind Biota orientalis (L.) Endl., Thuja orientalis L., Platycladus stricta Spach, Thuja chengii Bordères & Gaussen und Thuja orientalis var. argyi Lemée & H.Lév. Der Morgenländische Lebensbaum steht den Lebensbäumen (Thuja) sehr nahe.
Aufgrund von Untersuchungen des Zapfenaufbaus und der Zapfenentwicklung wurde eine enge Verwandtschaft mit dem Sibirischen Zwerg-Lebensbaum festgestellt.

## Geschichte
Nach Europa wurde der Morgenländische Lebensbaum erstmals 1690 eingeführt und 1753 von Carl von Linné beschrieben.

## Nutzung
In den Heimatländern und vielen anderen Ländern der Welt wird die Art oft als Zierpflanze verwendet. Sie eignet sich für Formschnitte und ganzjährig blickdichte Hecken, bildet aber auch eindrucksvolle schlanke Solitärbäume aus.
Das Holz wird in buddhistischen Tempeln genutzt.